# Bárbara Colio
Bárbara Colio ( Mexicali, 1969) es una dramaturga y directora de teatro mexicana.  

## Biografía
Nacida en Mexicali, capital de la Baja California (México), en 1969, estudió ingeniería en la Universidad Autónoma de Baja California (UABC), donde también inició su carrera teatral, apareciendo por primera vez como actriz en 1988. En 1998, se trasladó hasta Madrid (España) para estudiar con el destacado dramaturgo José Sanchis Sinisterra. En 2000, fue invitada a la Residencia Internacional del Royal Court Theatre de Londres.
En 2013 funda su propia compañía, BarCoDrama, con la que genera proyectos creativos, editoriales y de divulgación teatral como el programa de entrevistas DESCORCHE, así como produce y dirige varias puestas en escena.
En 2023, coescribe el guion de la película Familia, junto al director del filme Rodrigo García Barcha, patrocinada por Netflix.

## Teatro
Colio ha escrito más de 30 obras de teatro, entre ellas En la boca del lobo, Pequeñas certezas, Usted está aquí, El día más violento, Ventana amarilla, Cuerdas, Instinto, Humedad, Latir. Por ejemplo, En la boca del lobo fue producida en el Festival Internacional Cervantino de Guanajuato en 2004. Pequeñas certezas ganó el Premio Internacional María Teresa León, convirtiéndose en la primera escritora mexicana en ganar este premio. Pequeñas certezas se produjo en Ciudad de México en 2007 y también se presentó en inglés en el Royal Court Theatre de Londres un año antes, con traducción de William Gregory. En 2012, la Austin Latino Theatre Alliance produjo su obra Cuerdas. Y en 2018, su obra Ropes se estrenó en Nueva York, a cargo de la directora Lisa Rothe en el Two River Theatre. En 2017, fue galardonada con el premio literario más prestigioso de México, el premio Juan Ruiz de Alarcón por sus logros en la dramaturgia. En estos años se han realizado más de 50 estrenos de sus obras alrededor del mundo.

## Obras
- Vuelve cuando hayas ganado la guerra. México, D. F.: Los Textos de la Capilla (Dramaturgia Mexicana; 27).

- Vicios privados: antología. Selección y prólogo de Hugo Salcedo. Tijuana, Baja California: Caen Editores (Los Inéditos; 5), 1997.

- En la boca del lobo. México, D. F.: Consejo Nacional para la Cultura y las Artes [CONACULTA] (Fondo Editorial Tierra Adentro; 222), 2000.

- Dramaturgia (sin dolor). Mexicali, Baja California: Fondo Editorial de Baja California, 2001.

- Antología de letras y dramaturgia : jóvenes creadores generación 2000-2001. VV.AA., México, D. F: Consejo Nacional para la Cultura y las Artes, 2001.

- Al límite: antología de dramaturgia bajacaliforniana. VV.AA., Tijuana, Baja California: Centro de Artes Escénicas del Noroeste, A.C., 2002.

- Dramaturgos de Tierra Adentro. Con Cutberto López. Selección y prólogo de Ricardo Pérez Quitt. México, D. F.: Dirección General de Publicaciones [CONACULTA], 2003.

- La habitación. Mexicali, Baja California: Instituto de Cultura de Baja California [ICBC] (Premios Estatales de Literatura), 2003.

- Gira, gira Nicolás. Mexicali, Baja California: Instituto de Cultura de Baja California [ICBC] / Gobierno del Estado de Baja California, 2005.

- Pequeñas certezas. México, D. F.: Consejo Nacional para la Cultura y las Artes / Ediciones El Milagro / Dirección General de Publicaciones [CONACULTA] (La Centena. Teatro), 2007.

- Cuerdas. México, D. F.: Ediciones El Milagro (Teatro emergente), 2010.

- Usted está aquí. Monterrey, Nuevo León: Consejo para la Cultura y las Artes de Nuevo León [CONARTE], 2010.

- El día más violento. México, D. F.: Jus, 2011.

- méx. ES .teatro 2011 : octubre de teatro mexicano en España. VV.AA., Introducción de Luz Emilia Aguilar Zinser. México, D. F.: Instituto Nacional de Bellas Artes, 2011.

- Teatro bárbaro. Tijuana, Baja California : Centro Cultural Tijuana, 2014.

- De familias y otras catástrofes: seis obras de teatro. Estudio de Ana Laura Santamaría. Ciudad de México: Paso de Gato, 2017.

- Ropes, 2018.